# Meroux-Moval
Meroux-Moval es una comuna francesa situada en el departamento del Territorio de Belfort, de la región de Borgoña-Franco Condado.  La sede y mayor población es Meroux.

## Geografía
Está ubicada a 5 km al sur de Belfort y forma parte de la aglomeración urbana de esta ciudad.

## Historia
Fue creada como una comuna nueva el 1 de enero de 2019, en aplicación de una resolución del prefecto del Territorio de Belfort del 21 de diciembre de 2018 con la unión de las comunas de Meroux y Moval, pasando a estar el ayuntamiento en la antigua comuna de Meroux.